# Sphragifera rejecta
Sphragifera rejecta là một loài bướm đêm trong họ Noctuidae.